# Karol Bączek
Karol Bączek (ur. ok. 1901 w Skoczowie, zm. po 1946 w Londynie) – polski prawnik, autor prac z zakresu teorii prawa.

## Życiorys
W latach 1908–1911 uczęszczał do niemieckiej szkoły w Skoczowie, później do gimnazjum polskiego w Cieszynie. Przez dwa lata pracował jako nauczyciel w polskim gimnazjum w Skoczowie, później studiował prawo na Uniwersytecie Jagiellońskim. Odbył studia uzupełniające w Nowym Jorku, Londynie i w Paryżu. Po powrocie do kraju doktoryzował się. Pracował kolejno jako doradca prawny w Spółce Przemysłowej w Katowicach, sędzia w Bielsku, a w czasie II wojny światowej jako radca w Ministerstwie Spraw Wewnętrznych w Rządzie Emigracyjnym.
Zmarł w Londynie.
Był żonaty, miał córkę.